# Uniq
uniq(유니크)는 텍스트 파일 내에 중복된 내용의 행이 연속으로 있으면 중복 없이 하나의 행으로 만들어 주는 유닉스 유틸리티이다. uniq는 일종의 필터 프로그램(filter program)으로 보통 sort뒤에 덧붙여 사용된다. 또한 -d옵션을 적용하여 중복되는 행만을 볼 수 있거나, -c옵션을 적용하여 중복행의 중복횟수를 출력할 수 있다.

## 예시
한 예로 어떤 파일에 중복되는 내용의 행을 정렬하고 중복횟수를 세어 오름차순 정리한다면,
```
$ sort file | 
uniq
 -c | sort -n
```

위와 같이 적용하면 된다. 셸 스크립트에서 파이프라인을 삽입하여 uniq를 sort와 함께 실행하는 것이다. 여기서 주의해야 할 점은 uniq는 파일 내용이 미리 정렬되어 있는 상태에서 실행할 수 있다.
```
$ 
cat
 fruits.txt
orange
apple
apple
orange
orange
apple
```

```
$ 
uniq
 -c fruits.txt
1 orange
2 apple
2 orange
1 apple
```

정렬이 이루어지지 않은 상태에서 uniq를 적용하였기에 위와 같은 결과를 얻을 수 있다.
```
$ sort -u fruits.txt
apple
orange
```

이것은 파일내용을 정렬시켜 중복되는 것을 하나로 표현하는 것이다. 결론적으로 uniq는 파일에 전체적으로 분산된 중복을 한번에 잡아내지 못한다. 따라서 정렬하여 순차적으로 만든 뒤에 적용한다.

## 옵션
-u원래 파일에서 연속으로 중복되지 않는 행만을 출력한다.
-d원래 파일에서 연속으로 중복되는 행들을 출력한다. 즉, -u 옵션과는 반대로 연속으로 중복된 내용을 지닌 줄만을 한 번씩 보여준다.
-c중복발생횟수를 연속 중복 행과 함께 보여준다. -c 옵션이 적용되면 앞에 -u나 -d 옵션이 적용되었더라도 그들은 무시된다.
-i행들을 비교할 때 대소문자 구별을 하지 않는다.
-s수한행에서 지정된 수만큼의 문자를 비교대상에서 제외한다.
-f수맨 앞에서부터 지정된 수 만큼의 필드를 비교대상에서 제외한다.
-w수비교대상 문자 수를 지정한다.
--help각종 옵션에 대한 설명과 도움말을 볼 수 있다.
--versionuniq의 버전 번호를 보여준다.

## 같이 보기
- 유닉스 프로그램 목록